# Džamija šeika Zajeda
Džamija šeika Zajeda (arapski مسجد الشيخ زايد) džamija je u Abu Dhabiju, najveća u Ujedinjenim Arapskim Emiratima i osma po veličini u svijetu. Džamija je službeno otvorena 2007. godine u vrijeme islamskog mjeseca Ramadana. Ime je dobila po šeiku Zajedu bin Sultanu Al Nahjanu, osnivaču i prvom predsjedniku UAE, koji je u njoj pokopan.
Džamija može primiti 40.000 vjernika, dok njezina glavna dvorana može primiti njih do 9.000. Dvije susjedne dvorane za molitvu, od kojih svaka može primiti do 1.500 vjernika, isključivo su namijenjene ženama.
Džamija ima četiri minareta, u četiri kuta džamije, koji se uzdižu do visine od oko 115 m. Njezinih 57 kupola su ukrašene mramorom, a dvorište je popločano cvjetnim mramornim uzorcima i ima površinu od oko 17.000 m2.